# سادانویاما شینماتسو
سادانویاما شینماتسو (به ژاپنی: 佐田の山 晋松) کُشتی‌گیر سوموی اهل استان ناگاساکی در کشور ژاپن است که پنجاهمین کشتی‌گیر دارای رتبهٔ یوکوزونا محسوب می‌شود. وی در سال ۱۹۶۵ میلادی به این مرتبه ارتقا یافت و در سال ۱۹۶۸ میلادی بازنشست شد. سادانویاما شینماتسو توانست ۶ بار قهرمان (یوشو) مسابقات سومو شود.